# 布里顿 (南达科他州)
布里顿（英語：Britton），是美国南达科他州下属的一座城市。根据2010年美国人口普查，该市有人口1,225人。论人口在本州排行第54。